# Masdevallia tovarensis
Masdevallia tovarensis es una especie de orquídea epífita originaria del norte de Venezuela.

## Descripción
Es una orquídea de pequeño tamaño que prefiere el clima cálido al frío, es de hábitos epífitas con un tallo fuerte, erguido y envuelto por 2 a 3 vainas tubulares. Lleva una sola hoja apical, erecta, densamente coriácea, de color verde brillante, elíptica, subaguda a obtusa, estrechamente cuneiforme y con pecíolo basal. Florece en una inflorescencia con 2 a 4 flores que se abren simultáneamente, es fuerte, erguida, congestionada, con 8 a 18 cm de largo, formando racimos. Se produce  con una bráctea basal tubular, y con brácteas florales imbricadas, las flores, de larga vida, se encuentran muy por encima de las hojas. La floración se produce en otoño y principios del invierno.

## Distribución y hábitat
Es endémica de Venezuela donde se encuentra en alturas de 1600 a 2400  metros

## Etimología
Su nombre significa la  Masdevallia Tovar (Un pueblo en Venezuela). 

## Sinonimia
- Alaticaulia tovarensis (Rchb.f.) Luer
- Masdevallia candida Klotzsch & H.Karst. ex Rchb.f.[1][2]